# Boreoheptagyia brevitarsis
Boreoheptagyia brevitarsis är en tvåvingeart som först beskrevs av Tokunaga 1936.  Boreoheptagyia brevitarsis ingår i släktet Boreoheptagyia och familjen fjädermyggor. Inga underarter finns listade i Catalogue of Life.